# ديان جريفين
ديان إدموند جريفين (بالإنجليزية: Diane Edmund Griffin)‏ (من مواليد 5 مايو 1940) هي أستاذة جامعية متميزة، وأستاذة في قسم علم الأحياء الدقيقة الجزيئية والمناعة في كلية جونز هوبكنز بلومبرج للصحة العامة، حيث شغلت منصب رئيسة القسم من 1994-2015. عملت جريفين أيضًا كنائبة للرئيس الحالي للأكاديمية الوطنية للعلوم. كما حصلت على تعيينات مشتركة في أقسام طب الأعصاب. في عام 2004، تم انتخاب الدكتور جريفين لرئاسة الأكاديمية الوطنية الأمريكية للعلوم (NAS) في تخصص البيولوجيا الميكروبية.

## حياتها التعليمية
بعد حصولها على شهادة البكالوريوس من كلية أوغستانا في روك أيلاند، انضمت إلى برنامج الدراسات العليا للحصول على الدكتوراة من جامعة ستانفورد، حيث تابعت بحثًا عن الغلوبولين المناعي. حصلت جريفين على درجة الدكتوراه والدكتوراه في عام 1968 وبقيت في مستشفى ستانفورد للتدريب الداخلي كطبيبة مُقيمة.
قامت الدكتور غريفين بأبحاث ما بعد الدكتوراه في علم الفيروسات في كلية الطب بجامعة جونز هوبكنز جنبًا إلى جنب مع جانيس كليمينتس وغيرها، كما تُعتبر جريفين متدربة بارزة وأخصائية في الجهاز العصبي تحت إشراف الدكتور ريتشارد جونسون.

## حياتها المهنية
أصبحت الدكتورة جريفين أحد أعضاء هيئة التدريس في جامعة جونز هوبكنز في عام 1973 في قسم علم الأعصاب، وحصلت على درجة أستاذ كامل في عام 1986. وفي عام 1994، أصبحت جريفين رئيس قسم علم الأحياء الدقيقة الجزيئية والمناعة في كلية جونز هوبكنز للصحة العامة والصحة العامة، والمعروفة الآن باسم مدرسة بلومبرج للصحة العامة.

## أبحاثها
تخصص جريفين في علم الفيروسات منذ عملها بعد الدكتوراة. اهتمت أبحاثها بكيفية استجابة الجسم للعدوى الفيروسية، وركزت بشكل خاص على الجهاز العصبي المركزي، حيث بحثت في تأثيرات فيروس السندبس (المعروف باسم سندبيس) وفيروس الحصبة على الدماغ.

## الأوسمة والجوائز
تلقت الدكتور غريفين العديد من الجوائز والعضويات الشرفية.
- عضوية الأكاديمية الوطنية للعلوم (2004)
- عضوية الجمعية الأمريكية لعلم الأحياء الدقيقة
- عضوية الأكاديمية الوطنية للطب (الولايات المتحدة الأمريكية)[9]
- حصلت الدكتورة جريفين على جائزة بايونير في علم الأعصاب الفيروسي Pioneer in NeuroVirology Award من الجمعية الدولية لأمراض الجهاز العصبي في الندوة الدولية التاسعة حول الفيروسات والأعصاب التي عُقدت في ميامي، فلوريدا، في عام 2009.[10]